# My Policeman (film)
My Policeman è un film del 2022 diretto da Michael Grandage.
La pellicola, di genere drammatico, è l'adattamento cinematografico dell'omonimo romanzo di Bethan Roberts.

## Trama
I pensionati Marion e Tom sono una coppia sposata che vive nella cittadina balneare inglese di Peacehaven. Dopo aver appreso che il loro ex amico Patrick, scapolo e senza una famiglia, da decenni ha subito un ictus debilitante, Marion accetta di accoglierlo a casa loro e diventa la sua badante, ma Tom fin da subito si dimostra molto scontroso e schivo, e chiede alla moglie che Patrick sia trasferito in una casa di cura. Marion frugando tra gli oggetti personali di Patrick si imbatte nei suoi diari dove viene raccontato, alla fine degli anni cinquanta, il primo incontro con Tom. Ora inizia un lungo flashback.
Nel 1957 a Brighton, il curatore del museo Patrick Hazelwood incontra il poliziotto Tom Burgess quando lo esorta ad intervenire sul luogo di un incidente. Patrick lascia a Tom un biglietto da visita e Tom gli fa visita al museo in cui lavora. Una sera Patrick invita Tom nel suo appartamento con il pretesto di ritrarlo; qui i due bevono e si divertono, finché Tom non inizia ad accarezzare Patrick sul collo. Alla fine Patrick pratica del sesso orale a Tom, che appare indeciso, ma che comunque non si tira indietro.
La mattina seguente Tom, ancora scosso per l'accaduto, dice a Patrick che forse ciò che è successo è stato un errore perché lui non è omosessuale e se ne va. Patrick la sera seguente, dispiaciuto per essere stato lasciato da Tom, visita un bar gay, dove viene sorpreso e quasi catturato da dei poliziotti. Patrick riesce a scappare e trova Tom che lo aspetta fuori dal suo appartamento, in uno stato piuttosto alterato; quest'ultimo si sfoga dicendogli che la notte precedente è stato un errore, ma anche ammettendo i suoi sentimenti; dopodiché i due fanno sesso, dando inizio a una storia d'amore appassionata.
Tuttavia, poiché praticare l'omosessualità costituisce un reato, e Tom teme di mettere a repentaglio il proprio lavoro, proseguono la loro relazione in segreto. Nel frattempo Tom durante l'estate incontra l'insegnante Marion Taylor e inizia a corteggiarla. Egli la presenta a Patrick e i tre diventano presto amici, legati dal loro comune interesse per le arti. Tom in seguito chiede a Marion di sposarlo e la ragazza accetta, innamorata di lui. Tuttavia la relazione clandestina di Tom con Patrick continua in gran segreto.
Durante la luna di miele di Tom e Marion, Patrick fa visita ai novelli sposi, seppur Marion cominci ad essere infastidita per la costante presenza di Patrick, la sera stessa Tom, ubriaco, si scaglia verbalmente su Patrick, comprendendo entrambi che sarà più difficile proseguire la relazione. La mattina seguente però, Marion scopre i due nascosti in un affettuoso abbraccio e inizia così ad avere sospetti anche sulla sessualità di Tom.
Marion si sente confusa, tradita e raggirata, e la sua gelosia si aggrava quando Patrick invita Tom ad accompagnarlo in un viaggio di lavoro a Venezia per conto del museo, ingaggiandolo come suo assistente.
Poco dopo il loro ritorno, Patrick viene arrestato dalla Polizia di Brighton a causa di una denuncia anonima che lo accusa di attività oscene e sessualmente deviate. 
Durante il processo, Marion testimonia a suo favore, ma i testi contenuti nei diari sequestrati a Patrick, che descrivono in dettaglio la sua relazione con Tom, vengono portati al processo come prova schiacciante della sua colpevolezza e determinano la sua conseguente condanna. 
Patrick viene recluso e condannato a due anni di carcere, mentre Tom viene licenziato dalla Polizia.
Tom e Marion cercano di proseguire con le loro vite e lui conferma, seppur senza molta convinzione, il suo amore per lei ma le chiede di non parlare mai più di Patrick.
Tornati al presente, Marion resasi conto di essere stata "di troppo", confessa a Tom di essere stata lei a denunciare Patrick, come suo ultimo tentativo per riconquistarlo poiché da sempre innamorata di lui, ammettendo tuttavia che da allora ha vissuto con il senso di colpa. Consapevole che Tom ha sempre amato Patrick, Marion decide di lasciarlo, ma gli chiede di prendersi cura di Patrick e di amarlo finalmente, senza nascondersi, dato che ormai gli resta ben poco da vivere. 
Dopo la partenza di Marion, Tom fa visita a Patrick nella sua stanza per la prima volta da quando era entrato in quella casa e si abbracciano amorevolmente, dimostrando di non aver mai smesso di amarsi.

## Produzione

### Sviluppo
Nel settembre 2020 è stato annunciato che Amazon Studios avrebbe prodotto un adattamento cinematografico del romanzo di Bethan Roberts con la regia di Michael Grandage, la sceneggiatura di Ron Nyswaner e Harry Styles e Lily James nei ruoli dei protagonisti. Nel febbraio 2021 Emma Corrin ha ufficialmente sostituito Lily James nel ruolo di Marion e il mese successivo è stata annunciata la partecipazione al film di David Dawson, Linus Roache e Rupert Everett.

### Riprese
Le riprese principali si sono svolte tra Londra e Brighton a partire dall'aprile 2021.

## Promozione
Il primo teaser trailer del film è stato pubblicato il 15 giugno 2022.

## Distribuzione
My Policeman è stato presentato in anteprima mondiale l'11 settembre 2022 in occasione del Toronto International Film Festival. L'uscita del film nelle sale cinematografiche statunitensi è avvenuta in distribuzione limitata dal 21 ottobre 2022, e successivamente il film viene reso disponibile anche per tutti gli altri Paesi del mondo su Prime Video dal 4 novembre dello stesso anno.

## Accoglienza

### Critica
La pellicola, a differenza del libro di Bethan Roberts da cui è stata tratta, è stata accolta negativamente dalla critica, con particolari riserve sulla sceneggiatura e l'interpretazione di Harry Styles nel ruolo del protagonista.
Sul sito web Rotten Tomatoes il film riceve il 41% delle recensioni professionali positive, basato su 104 recensioni, mentre su Metacritic il film ha un punteggio di 49 su 100 basato su trentasei recensioni.